# Fondation du 2-Mars
La Fondation du 2-Mars est un think tank (laboratoire d'idées) français qui souhaite œuvrer pour la défense et la promotion des valeurs républicaines. Il est présidé par la journaliste Élisabeth Lévy. 

## Historique

### Fondation Marc-Bloch
Créée le 2 mars 1998 sous le nom de Fondation Marc-Bloch, l'organisation se veut le pendant républicain de la Fondation Saint-Simon (considérée comme représentant la pensée unique sociale-libérale et qui a cessé ses activités le 31 décembre 1999).
La fondation Marc Bloch prend naissance à la suite d'une soirée ayant réuni 60 membres fondateurs au cineḿa-restaurant L'Entrepôt à Paris. La fondation se donne pour but de diversifier les débats politiques (« imposer le débat qu'on veut leur interdire ») et critiquer « l'ultralibéralisme » lié à la création de l'Europe. Un conseil d'administration de 20 membres est mis en place. La fondation est alors animée par Philippe Cohen, Élisabeth Lévy, Jean-Christophe Comor, Jérôme Guedj, et David Martin-Castelnau.
La référence à Marc Bloch est choisie pour le mariage du savoir historique et de l'esprit de résistance que symbolise le personnage.
L'économiste Gérard Lafay propose dans les premiers mois de défendre l'actionnariat salarié et la taxe Lauray. Le conseil d'administration est rejoint par plusieurs communistes tels que François Morvan, Pierre Lévy, ainsi que Jean-Claude Barreau et Patrick Kessel.

### Fondation du 2-Mars
La fondation est contrainte de changer de nom le 11 avril 2000 à la suite d'une décision de justice : Étienne Bloch, le fils de l'historien Marc Bloch, avait entamé des démarches judiciaires afin d'interdire à la fondation de se référer au nom de son père, même s'il s'agissait de revendiquer l'héritage d'un résistant.
L'assemblée générale du 11 avril 2000 vote pour l'adoption du nom Fondation du 2-Mars.
Les membres de la fondation publient plusieurs essais d'opinion tels que « Voyage au pays du pédagogisme » de Élisabeth Altschull, « L’insouciance démographique » de Jean-Claude Chesnais, « L'Europe la constitution et la démocratie » de Michel Troper. En 2001, dans le livre La France aux Français ? Chiche !, un entretien entre Malek Boutih et Élisabeth Lévy, la question du racisme et de l'immigration est recadrée dans un discours ignorant le mouvement des sans-papiers pour se recentrer sur l'accès à la nationalité pour accéder aux droits afférents.
À la suite du premier tour de l'élection présidentielle française de 2002, la fondation se joint au blocus général contre le Front national.

## Description
L'objectif de la fondation du 2-Mars est de promouvoir les valeurs et la culture républicaines de même que les principes socio-économiques qui s'y rattachent : laïcité, démocratie, égalité des chances, intervention sociale de l'État, égalité devant la loi, indivisibilité du territoire, etc. 
La fondation entend lutter contre la pensée unique et valoriser la pensée critique sur des enjeux actuels tels la mondialisation et les questions économiques et nationales qu'elle pose. La lutte contre les inégalités, le chômage, la pauvreté et l'insécurité sociale doit passer, selon l'« appel fondateur » de l'organisation, par une critique de l'orthodoxie économique et financière représentée par plusieurs dirigeants français. 
Les membres ne sont pas tous des républicains de stricte obédience ou des nationaux-républicains, c'est-à-dire souverainistes (gaullistes, gauche républicaine, chevènementistes). Certains membres proviennent du PS, du PCF, du RPF et de la CGT. En général, les membres sont recrutés surtout dans le milieu intellectuel (journalistes, professeurs, éditeurs, avocats, philosophes, historiens).
La fondation est financée par les cotisations et la vente d'ouvrages.

## Comité directeur
- Anciens présidents : Philippe Raynaud (2003-2005), Pierre-André Taguieff (2001-2003), David Martin-Castelnau (1998-2001)
- Anciens secrétaires généraux : Philippe Cohen, Élisabeth Lévy.

## Conseil d'administration élu le 25 septembre 1999
- Suzel Anstett
- Jean-Claude Barreau
- Michel Ciardi
- Philippe Cohen
- Jean-Christophe Comor
- Henri Guaino
- Jérôme Guedj
- Édouard Husson
- Patrick Kessel
- Gérard Lafay
- Élisabeth Lévy
- Pierre Lévy
- Georges Liébert
- Jean Magniadas
- David Martin-Castelnau
- Michel Moise-Mijon
- François Morvan
- Didier Motchane
- Jacques Nikonoff
- Jean-Pierre Page
- Emmanuel Pierrat
- Jérôme Poudrille
- Luc Richard
- Marc Riglet-Chevanche
- Arnaud Spire
- Pierre-André Taguieff
- Emmanuel Todd
- Bernard Vasseur
- Marc Vilbenoît
- Alexandre Wickham
- Michaël Xifaras.